# Gastón Pereiro
Gastón Rodrigo Pereiro López (Montevideo, 11 giugno 1995) è un calciatore uruguaiano, centrocampista o attaccante del Bari.

## Caratteristiche tecniche
Gioca prevalentemente come trequartista dietro le punte. Nonostante la sua notevole altezza possiede buona velocità e coordinazione, associate a una buona forza fisica, e una buona tecnica individuale. La sua dote migliore è convergere da destra verso sinistra per andare alla conclusione con il piede mancino.

## Carriera

### Club

#### Gli inizi, Nacional e PSV
Esordisce nella massima serie del campionato uruguaiano con il Nacional Montevideo nella stagione 2013-2014, segnando un gol contro il Racing nel suo debutto datato 1º febbraio 2014.
Arrivato al PSV Eindhoven nell'estate del 2015 per 7 milioni di euro, segna i suoi primi due gol in campionato il 4 ottobre nella vittoria esterna per 1-2 contro i rivali dell'Ajax. Si ripete il 24 ottobre nella vittoria contro il Twente e tre giorni più tardi segna una tripletta nella vittoria per 6-0 contro il Genemuiden in KNVB beker. Nel gennaio del 2020 viene messo fuori rosa poiché colpevole di ostacolare, assieme al suo procuratore, la cessione in questa finestra di mercato, oltre ad avere avuto delle frizioni con l'allenatore del club, Mark van Bommel. La sua esperienza con il club olandese si conclude con 154 presenze e 49 gol tra campionato (oltre a 21 assist), Coppa e Supercoppa d'Olanda, Champions ed Europa League.

#### Cagliari e vari prestiti
Il 31 gennaio 2020 viene ufficializzato il suo trasferimento al Cagliari per 12 milioni di euro, diventando il ventiduesimo calciatore uruguaiano a vestire la casacca sarda. Esordisce in Serie A e con la maglia rossoblù il 9 febbraio dello stesso anno, entrando dalla panchina contro il Genoa. Il 1º marzo realizza la sua prima rete con gli isolani (oltre che in Serie A) nella sconfitta per 3-4 contro la Roma. Il 6 febbraio 2022 realizza la sua prima doppietta in Serie A, nella vittoria 2-1 contro l'Atalanta. Il 13 agosto 2022, nell'esordio in serie B dopo la retrocessione dei sardi, segna nel recupero il gol del definitivo pareggio in casa del Como.
Il 14 gennaio 2023 viene ufficializzata la sua cessione al Nacional a titolo temporaneo, sancendo così il suo ritorno al club in cui si è formato e in Uruguay dopo quasi otto anni all'estero. Con i sudamericani raccoglie 24 presenze e 3 reti complessivamente, prima di ritornare in Italia.
Con la maglia del Cagliari colleziona 2 presenze in Coppa Italia, prima che il 18 gennaio 2024 venga ceduto fino al termine della stagione alla Ternana in Serie B. Due giorni dopo, al debutto ufficiale con i rossoverdi va subito a segno nel successo per 3-1 contro il Cittadella mettendo a segno anche due assist.
Tornato in Sardegna, viene convocato per la gara di Coppa Italia e le prime due partite del campionato 2024-2025, prima che il 29 agosto 2024 la società sarda ne comunichi la risoluzione contrattuale, mettendo fino alla sua esperienza rossoblù dopo 71 presenze e 9 reti complessive.

#### Genoa e Bari
Rimasto svincolato, il 14 ottobre 2024 viene ufficializzato il suo ingaggio da parte del Genoa, sempre in Serie A, a causa di alcuni infortuni che hanno colpito la rosa rossoblù.
Dopo aver collezionato solamente 2 presenze da subentrato in maglia rossoblu, il 1º febbraio 2025 passa a titolo definitivo al Bari, in Serie B, con cui sottoscrive un contratto fino al 30 giugno 2026 con opzione di rinnovo. Debutta con la maglia biancorossa il giorno successivo nella vittoria casalinga per 2-1 contro il Frosinone. Il 9 febbraio seguente segna il suo primo gol con i pugliesi, unica marcatura nella sconfitta per 3-1 in casa della Juve Stabia.

### Nazionale
Con la nazionale Under-20 di calcio dell'Uruguay ha partecipato nel gennaio 2015 al campionato sudamericano di calcio Under-20 2015 dove ha giocato otto partite segnando cinque reti. È stato giudicato uno dei migliori giocatori della sua squadra durante la competizione.
Successivamente qualche mese più tardi ha disputato anche il campionato mondiale di calcio Under-20 2015 disputatosi in Nuova Zelanda, dove ha segnato una rete decisiva all'esordio contro i pari età della Serbia.
Il 23 agosto 2017 riceve la prima convocazione in nazionale maggiore. Il debutto arriva tre mesi dopo in amichevole contro la Polonia. La prima rete la realizza alla presenza successiva il 7 settembre 2018 nell'amichevole vinta 4-1 contro il Messico.

## Statistiche

### Presenze e reti nei club
Statistiche aggiornate al 17 agosto 2025.
| Stagione            | Squadra         | Campionato      | Campionato | Campionato | Coppe nazionali | Coppe nazionali | Coppe nazionali | Coppe continentali | Coppe continentali | Coppe continentali | Altre coppe | Altre coppe | Altre coppe | Totale | Totale |
| Stagione            | Squadra         | Comp            | Pres       | Reti       | Comp            | Pres            | Reti            | Comp               | Pres               | Reti               | Comp        | Pres        | Reti        | Pres   | Reti   |
| ------------------- | --------------- | --------------- | ---------- | ---------- | --------------- | --------------- | --------------- | ------------------ | ------------------ | ------------------ | ----------- | ----------- | ----------- | ------ | ------ |
| 2013                | Nacional        | PD              | 0          | 0          | -               | -               | -               | CS+CL              | 0+0                | 0                  | -           | -           | -           | 0      | 0      |
| 2014                | Nacional        | PD              | 15         | 5          | -               | -               | -               | CL                 | 6                  | 0                  | -           | -           | -           | 21     | 5      |
| 2015                | Nacional        | PD              | 24         | 6          | -               | -               | -               | CL                 | 1                  | 1                  | -           | -           | -           | 25     | 7      |
| 2015-2016           | PSV             | ED              | 29         | 11         | CO              | 3               | 3               | UCL                | 6                  | 0                  | SO          | 1           | 0           | 39     | 14     |
| 2016-2017           | PSV             | ED              | 30         | 10         | CO              | 2               | 1               | UCL                | 5                  | 0                  | SO          | 1           | 0           | 38     | 11     |
| 2017-2018           | PSV             | ED              | 28         | 11         | CO              | 3               | 0               | UCL                | 2                  | 0                  | -           | -           | -           | 33     | 11     |
| 2018-2019           | PSV             | ED              | 27         | 10         | CO              | 0               | 0               | UCL                | 8                  | 1                  | SO          | 1           | 0           | 36     | 11     |
| 2019-gen. 2020      | PSV             | ED              | 4          | 2          | CO              | 1               | 0               | UCL+UEL            | 0+3                | 0                  | SO          | 0           | 0           | 8      | 2      |
| Totale PSV          | Totale PSV      | Totale PSV      | 118        | 44         |                 | 9               | 4               |                    | 24                 | 1                  |             | 3           | 0           | 154    | 49     |
| gen.-giu. 2020      | Cagliari        | A               | 10         | 1          | CI              | -               | -               | -                  | -                  | -                  | -           | -           | -           | 10     | 1      |
| 2020-2021           | Cagliari        | A               | 15         | 2          | CI              | 1               | 0               | -                  | -                  | -                  | -           | -           | -           | 16     | 2      |
| 2021-2022           | Cagliari        | A               | 29         | 4          | CI              | 3               | 1               | -                  | -                  | -                  | -           | -           | -           | 32     | 5      |
| 2022-gen. 2023      | Cagliari        | B               | 9          | 1          | CI              | 2               | 0               | -                  | -                  | -                  | -           | -           | -           | 11     | 1      |
| gen.-giu. 2023      | Nacional        | PD              | 15+3       | 1+1        |                 | -               | -               | CL                 | 5                  | 1                  | SU          | 1           | 0           | 24     | 3      |
| Totale Nacional     | Totale Nacional | Totale Nacional | 57         | 13         |                 | -               | -               |                    | 12                 | 2                  |             | 1           | 0           | 70     | 15     |
| 2023-gen. 2024      | Cagliari        | A               | 0          | 0          | CI              | 2               | 0               | -                  | -                  | -                  | -           | -           | -           | 2      | 0      |
| Totale Cagliari     | Totale Cagliari | Totale Cagliari | 63         | 8          |                 | 8               | 1               |                    | -                  | -                  |             | -           | -           | 71     | 9      |
| gen.-giu. 2024      | Ternana         | B               | 18+2       | 5+1        | CI              | -               | -               | -                  | -                  | -                  | -           | -           | -           | 20     | 6      |
| ott. 2024-gen. 2025 | Genoa           | A               | 2          | 0          | CI              | 0               | 0               | -                  | -                  | -                  | -           | -           | -           | 2      | 0      |
| feb.-giu. 2025      | Bari            | B               | 9          | 1          | CI              | -               | -               | -                  | -                  | -                  | -           | -           | -           | 9      | 1      |
| 2025-2026           | Bari            | B               | 0          | 0          | CI              | 1               | 0               | -                  | -                  | -                  | -           | -           | -           | 1      | 0      |
| Totale Bari         | Totale Bari     | Totale Bari     | 9          | 1          |                 | 1               | 0               |                    | -                  | -                  |             | -           | -           | 10     | 1      |
| Totale carriera     | Totale carriera | Totale carriera | 269        | 72         |                 | 18              | 5               |                    | 36                 | 3                  |             | 4           | 0           | 327    | 80     |

### Cronologia presenze e reti in nazionale
| Cronologia completa delle presenze e delle reti in nazionale ― Messico | Cronologia completa delle presenze e delle reti in nazionale ― Messico | Cronologia completa delle presenze e delle reti in nazionale ― Messico | Cronologia completa delle presenze e delle reti in nazionale ― Messico | Cronologia completa delle presenze e delle reti in nazionale ― Messico | Cronologia completa delle presenze e delle reti in nazionale ― Messico | Cronologia completa delle presenze e delle reti in nazionale ― Messico | Cronologia completa delle presenze e delle reti in nazionale ― Messico |
| Data                                                                   | Città                                                                  | In casa                                                                | Risultato                                                              | Ospiti                                                                 | Competizione                                                           | Reti                                                                   | Note                                                                   |
| ---------------------------------------------------------------------- | ---------------------------------------------------------------------- | ---------------------------------------------------------------------- | ---------------------------------------------------------------------- | ---------------------------------------------------------------------- | ---------------------------------------------------------------------- | ---------------------------------------------------------------------- | ---------------------------------------------------------------------- |
| 10-11-2017                                                             | Varsavia                                                               | Polonia                                                                | 0 – 0                                                                  | Uruguay                                                                | Amichevole                                                             | -                                                                      | 60’                                                                    |
| 7-9-2018                                                               | Los Angeles                                                            | Messico                                                                | 1 – 4                                                                  | Uruguay                                                                | Amichevole                                                             | 1                                                                      | 83’                                                                    |
| 12-10-2018                                                             | Seul                                                                   | Corea del Sud                                                          | 2 – 1                                                                  | Uruguay                                                                | Amichevole                                                             | -                                                                      | 73’                                                                    |
| 16-10-2018                                                             | Saitama                                                                | Giappone                                                               | 4 – 3                                                                  | Uruguay                                                                | Amichevole                                                             | 1                                                                      | 77’                                                                    |
| 16-11-2018                                                             | Londra                                                                 | Brasile                                                                | 1 – 0                                                                  | Uruguay                                                                | Amichevole                                                             | -                                                                      | 77’                                                                    |
| 22-3-2019                                                              | Nanning                                                                | Uruguay                                                                | 3 – 0                                                                  | Uzbekistan                                                             | Amichevole                                                             | 1                                                                      |                                                                        |
| 25-3-2019                                                              | Nanning                                                                | Thailandia                                                             | 0 – 4                                                                  | Uruguay                                                                | Amichevole                                                             | 1                                                                      | 46’                                                                    |
| 7-6-2019                                                               | Montevideo                                                             | Uruguay                                                                | 3 – 0                                                                  | Panama                                                                 | Amichevole                                                             | -                                                                      | 75’                                                                    |
| 16-6-2019                                                              | Belo Horizonte                                                         | Uruguay                                                                | 4 – 0                                                                  | Ecuador                                                                | Coppa America 2019 - 1º turno                                          | -                                                                      | 46’                                                                    |
| 15-11-2019                                                             | Budapest                                                               | Ungheria                                                               | 1 – 2                                                                  | Uruguay                                                                | Amichevole                                                             | -                                                                      | 82’                                                                    |
| 5-9-2021                                                               | Montevideo                                                             | Uruguay                                                                | 4 – 2                                                                  | Bolivia                                                                | Qual. Mondiali 2022                                                    | -                                                                      |                                                                        |
| 9-9-2021                                                               | Montevideo                                                             | Uruguay                                                                | 1 – 0                                                                  | Ecuador                                                                | Qual. Mondiali 2022                                                    | 1                                                                      | 80’                                                                    |
| 7-10-2021                                                              | Montevideo                                                             | Uruguay                                                                | 0 – 0                                                                  | Colombia                                                               | Qual. Mondiali 2022                                                    | -                                                                      | 77’                                                                    |
| Totale                                                                 |                                                                        | Presenze                                                               | 13                                                                     |                                                                        | Reti                                                                   | 5                                                                      |                                                                        |

## Palmarès

### Club
- Campionato uruguaiano: 1

Nacional: 2014-2015
- Supercoppa dei Paesi Bassi: 2

PSV Eindhoven: 2015, 2016
- Campionato olandese: 2

PSV Eindhoven: 2015-2016, 2017-2018